# Associação Atlética Coruripe
A Associação Atlética Coruripe ou simplesmente Coruripe, é um clube brasileiro de futebol da cidade de Coruripe, no litoral Sul do Estado de Alagoas. Foi fundado no dia 1º de março de 2003 e suas cores são verde e branco. É umas das principais equipes de Alagoas com seus três títulos do Campeonato Alagoano. 

## História

### Início
Em 2002, a cidade de Coruripe foi convidada para disputar o campeonato de futebol da AMA (Associação dos Municípios de Alagoas). O convite foi aceito, e logo depois foi montada a Seleção Coruripense, que entrou no torneio sem grandes pretensões mas aos poucos conseguiu avançar e ao final saiu com o merecido título. No ano seguinte, em 2003, a Seleção Coruripense voltou ao campeonato da AMA, voltou a fazer uma boa campanha e ficou com terceiro lugar. Ainda em 2003, um homem de Teotônio Vilela, cidade vizinha, resolveu pedir o campo da Seleção Coruripense emprestado para que seu time, o Teotônio disputa-se o Campeonato Alagoano da 2ª divisão profissional. O responsável, Roswellington Tavares "O Pato" relatou para o então secretário de esportes da época, Maykon Beltrão.

### Fundação
Maykon Beltrão vendo a possibilidade de uma equipe profissional na cidade, se juntou com o pai, Sr. João Beltrão e os mesmos tiveram a iniciativa de também colocar uma equipe para a disputar a segunda divisão. Um dos fatos que mais pesou na decisão dos gestores, foi o grande número de espectadores que acompanhavam as partidas do time amador. Com um time profissional, a cidade ganharia mais visibilidade no estado, além servir como uma forma de lazer para a população.
Com apoio e dicas do clube/empresa Corinthians-AL, que ajudou a inexperiente diretoria a aprender um pouco sobre o mundo do futebol. O Coruripe começou a se planejar e montou um time forte, já visando o acesso a elite do futebol alagoano.

### Estréia
No dia 15 de junho de 2003 a Associação Atlética Coruripe entrou em campo pela primeira vez para disputar uma partida oficial. A partida aconteceu diante do Bandeirante, pela primeira rodada do grupo A da Segundona 2003. Em campo o Coruripe venceu por 2–0, com dois gols marcados pelo jogador Araújo (Vovô), aos 21 e 39 minutos do segundo tempo, cravando assim seu nome na história do verdão.

### Fatos históricos
2003 - É campeão do Campeonato Alagoano da Segunda Divisão e promovido à primeira divisão logo em sua estréia.
2004 - Surpreende a todos e é finalista do Campeonato Alagoano, mas perde o título para o Corinthians Alagoano. Disputa pela primeira vez o Campeonato Brasileiro - Série C e a Copa do Brasil.
2005 - É novamente finalista do Campeonato Alagoano e perde para o ASA na final
2006 - Derrota o CSA na final e conquista o título inédito do Campeonato Alagoano.
2007 - Derrota o ASA na final e conquista o bicampeonato estadual. Nesse mesmo ano faz sua melhor campanha na Série C, tendo terminado em 3º colocado em seu grupo.
2011 - Faz boa campanha no Campeonato Alagoano e chega à final, mas perde o título para o ASA.
2012 - É rebaixado para a Segunda Divisão após uma péssima campanha no Campeonato Alagoano.
2013 - É vice-campeão do Campeonato Alagoano da Segunda Divisão e promovido à primeira divisão.
2014 - Surpreende a todos e conquista o título estadual sobre o CRB, até então bicampeão no estado (2012 e 2013). No mesmo ano disputou o Campeonato Brasileiro - Série D.
2015 - Vence o CSA nos dois jogos da semifinal do Estadual e elimina o time azulino do restante da temporada. Volta a enfrentar o CRB na final, só que desta vez é derrotado por 2–0 no Estádio Rei Pelé e perde o título. Na Copa do Brasil chega à segunda fase, mas é eliminado pelo Cuiabá. Na Série D foi eliminado nas oitavas de final pelo São Caetano, após perder o primeiro jogo em casa por 3 a 0 e vencer fora por 1 a 0.
2016 - É semifinalista do Campeonato Alagoano, mas é eliminado pelo CRB e perde a disputa do terceiro lugar para o Murici, ficando sem a vaga para a Série D. Participou pela primeira vez da Copa do Nordeste, tendo sido eliminado na primeira fase em um grupo que continha CRB, América de Natal e Estanciano. Jogou também a Copa do Brasil, caindo na primeira fase para o Botafogo por 2-1 no placar agregado.
2017 - Após realizar uma péssima campanha na primeira fase do Campeonato Alagoano de Futebol de 2017, disputou o Quadrangular da Permanência, também chamado de "quadrangular da morte" e conseguiu evitar a vergonha de um rebaixamento com a melhor campanha do quadrangular.
2018 - Foi o 4º colocado na primeira fase do Campeonato Alagoano, tendo se classificado para as semifinais, onde enfrentou o CRB de igual para igual nos dois jogos e mesmo assim acabou derrotado por 2–1 no Gerson Amaral e 2–0 no Rei Pelé.
2020 - Disputou o Campeonato Alagoano e terminou em 5º lugar, ficando fora das semifinais. Também foi eliminado da Copa Alagoas por não ter o número mínimo de jogadores inscritos para o campeonato.
2021 - Faz uma péssima campanha no Alagoano e é rebaixado na primeira fase para a Segunda Divisão com apenas 3 pontos em 8 jogos disputados.
2022 - Foi campeão do Campeonato Alagoano Segunda Divisão ao vencer o Zumbi numa decisão por pênaltis por 4 x 1. As finais ocorreram em dois jogos, no primeiro o Coruripe venceu por 2 x 1, e no segundo perdeu pelo mesmo placar.
2023 - De Volta à elite de Alagoas, o Coruripe consegue o 4° lugar do Campeonato Alagoano, caindo na semifinal para o invicto CRB, perdendo por 3x2 no Gerson Amaral e por 3x1 no Rei Pelé.
2024 - Além de uma campanha ruim no Alagoano, onde terminou apenas em 6° colocado com 7 pontos, vencendo somente 1 jogo dos 7 que disputou, o Coruripe chegou até a semifinal da Copa Alagoas, mas foi eliminado pelo Penedense com derrota no jogo da volta por 1x0 em Penedo, depois do empate de 1x1 no Gerson Amaral, encerrando assim a temporada.

## Títulos
| ESTADUAIS | ESTADUAIS                             | ESTADUAIS | ESTADUAIS         |
|           | Competição                            | Títulos   | Temporadas        |
| --------- | ------------------------------------- | --------- | ----------------- |
|           | Campeonato Alagoano                   | 3         | 2006, 2007 e 2014 |
|           | Campeonato Alagoano - Segunda Divisão | 2         | 2003 e 2022       |
|           | Copa Alagoas                          | 2         | 2005 e 2007       |
|           | Copa Maceió                           | 3         | 2006, 2007 e 2014 |
| TOTAL     |                                       |           |                   |
|           | Conquistas                            | Títulos   | Categorias        |
|           | Títulos oficiais                      | 10        | 10 Estaduais      |

### Destaques
- Vice-Campeonato Alagoano: 4 vezes (2004, 2005, 2011 e 2015)
- Série C - 9º Lugar: 2 vezes (2005 e 2007)

#### Categorias de base
- Copa do Nordeste de Futebol Sub-20: 2016

Vice Campeão Alagoas Sub15 2015

## Estatísticas
|  | Participações em 2025 |

| Competição | Competição          | Temporadas | Melhor campanha             | Estreia | Última | P | R |
| Alagoas    | Campeonato Alagoano | 20         | Campeão (2006, 2007 e 2014) | 2004    | 2025   |   | 2 |
| Alagoas    | Segunda Divisão     | 3          | Campeão (2003 e 2022)       | 2003    | 2022   | 3 |   |
|            | Copa do Nordeste    | 2          | Grupos (2015 e 2016)        | 2015    | 2016   |   |   |
| Brasil     | Série C             | 4          | 9º colocado (2005 e 2007)   | 2004    | 2007   | – | – |
| Brasil     | Série D             | 6          | 12º colocado (2011)         | 2011    | 2020   | – |   |
| Brasil     | Copa do Brasil      | 7          | 1ª fase (7 vezes)           | 2005    | 2020   |   |   |

### Campeonato Alagoano - 1ª divisão
| Ano  | Posição        |
| 2004 | Vice-campeão   |
| 2005 | Vice-campeão   |
| 2006 | Campeão        |
| 2007 | Campeão        |
| 2008 | 6º Colocado    |
| 2009 | 4º Colocado    |
| 2010 | 3º Colocado    |
| 2011 | Vice-campeão   |
| 2012 | 9º (Rebaixado) |
| 2014 | Campeão        |
| 2015 | Vice-campeão   |
| 2016 | 4º Colocado    |
| 2017 | 8º Colocado    |
| 2018 | 4º Colocado    |
| 2019 | 3º Colocado    |
| 2020 | 5º Colocado    |
| 2021 | 8º (Rebaixado) |
| 2023 | 4° Colocado    |
| 2024 | 7° Colocado    |
| 2025 | 5° Colocado    |

### Campeonato Alagoano - 2ª divisão
| Ano  | Posição                    |
| 2003 | (Campeão e promovido)      |
| 2013 | (Vice-campeão e promovido) |
| 2022 | (Campeão e promovido)      |

### Copa do Nordeste
| Ano  | Posição |
| 2015 | 11º     |
| 2016 | 12º     |

### Campeonato Brasileiro
| Ano          | Posição |
| Série C 2004 | 45º     |
| Série C 2005 | 9º      |
| Série C 2006 | 21º     |
| Série C 2007 | 9º      |
| Série D 2011 | 12º     |
| Série D 2014 | 26º     |
| Série D 2015 | 15º     |
| Série D 2017 | 45º     |
| Série D 2019 | 57º     |
| Série D 2020 | 27º     |

### Copa do Brasil
| Ano  | Posição |
| 2005 | 50º     |
| 2007 | 46º     |
| 2008 | 34º     |
| 2012 | 60º     |
| 2015 | 64º     |
| 2016 | 66º     |
| 2020 | 60º     |

## Escudo
Ao longo do tempo, o escudo do Coruripe sofreu mudanças, pelas quantidade de estrelas, pelo fato do aumento do número de títulos estaduais conquistados. O escudo contém:
- O seu acrônimo: AAC
- Um farol: simbolizando o litoral sul alagoano.

## Ranking da CBF
- Posição: 96º
- Pontuação: 661 pontos[13]

Ranking criado pela Confederação Brasileira de Futebol para pontuar todos os clubes do Brasil.